# Liwny (Kaliningrad)
Liwny (russisch Ливны, deutsch Stobingen, Kreis Wehlau, litauisch Stabingis) ist ein Ort in der russischen Oblast Kaliningrad. Er gehört zur kommunalen Selbstverwaltungseinheit Stadtkreis Gwardeisk im Rajon Gwardeisk.

## Geographische Lage
Liwny am Nordufer des Pregel (russisch: Pregolja) liegt sieben Kilometer nordöstlich von Snamensk (Wehlau) an einer Nebenstraße, die Snamensk mit Talpaki (Taplacken) verbindet. Die nächste Bahnstation ist Puschkarjowo (Puschdorf) an der Bahnstrecke Kaliningrad–Tschernyschewskoje (Königsberg–Eydtkuhnen/Eydtkau), einem Teilstück der einstigen Preußischen Ostbahn.

## Geschichte
Es war der Komtur von Insterburg (heute russisch: Tschernjachowsk) Eckardt Kulling, der dem Dorf Stobingen im Jahre 1343 die Handfeste übergab. In dieser Zeit war das Gebiet Wehlau vorübergehend der Komturei Insterburg unterstellt. 1792 wurde nach den Plänen von David Gilly in Stobingen ein in den Formen besonders schönes Herrenhaus errichtet. Damals war Staatsminister Friedrich Leopold von Schroetter der Gutsherr.
Im Jahre 1874 wurde Stobingen in den neu gebildeten Amtsbezirk Taplacken (heute russisch: Talpaki) eingegliedert, der zum Kreis Wehlau im Regierungsbezirk Königsberg in der preußischen Provinz Ostpreußen gehörte. Im Jahre 1910 waren in Stobingen 158 Einwohner registriert. Zu der Landgemeinde gehörten damals die Ortschaften und Wohnplätze Kolm (russisch: Wereschtschagino), Kolm Mühle, Eduardshöhe (alle nicht mehr existent) und Stobingen Abbau, am 30. September 1928 kam der Nachbargutsbezirk Ripkeim (heute nicht mehr existent) durch Eingemeindung hinzu. 1933 zählte Stobingen 480, 1939 noch 477 Einwohner.
In Kriegsfolge kam Stobingen 1945 mit dem nördlichen Ostpreußen zur Sowjetunion. 1947 erhielt der Ort die russische Bezeichnung „Liwny“ und wurde gleichzeitig dem Dorfsowjet Talpakinski selski Sowet (dem späteren Kuibyschewski selski Sowjet) im Rajon Gwardeisk zugeordnet. Von 2005 bis 2014 gehörte Liwny zur Landgemeinde Sorinskoje selskoje posselenije und seither zum Stadtkreis Gwardeisk.

## Kirche
Die vor 1945 mehrheitlich evangelische Bevölkerung Stobingens war in das Kirchspiel der Kirche Petersdorf (russisch: Kuibyschewskoje) eingepfarrt, das zum Kirchenkreis Wehlau (Snamensk) in der Kirchenprovinz Ostpreußen der Kirche der Altpreußischen Union gehörte. Heute liegt Liwny im Einzugsgebiet der in den 1990er Jahren neu entstandenen evangelisch-lutherischen Gemeinde in Talpaki (Taplacken), einer Filialgemeinde der Auferstehungskirche in Kaliningrad (Königsberg) in der Propstei Kaliningrad der Evangelisch-lutherischen Kirche Europäisches Russland.